# Gay-Lussacův zákon
Gay-Lussacův zákon je termodynamický vztah pro izobarický děj probíhající v ideálním plynu.

Gay-Lussacův zákon

## Rovnice
Gay-Lussacův zákon lze vyjádřit rovnicí
{\displaystyle {\frac {V}{T}}={\mbox{konst}}},
kde {\displaystyle V} je objem plynu a {\displaystyle T} je jeho termodynamická teplota.
Konstanta na pravé straně rovnice se označuje jako teplotní rozpínavost.